# Mărculeni
Mărculeni (węg. Márkod) – wieś w Rumunii, w okręgu Marusza, w gminie Bereni. W 2011 roku liczyła 214 mieszkańców.